# La Vie d'un employé de bureau
Pour plus de détails, voir Fiche technique et Distribution.
La Vie d'un employé de bureau (会社員生活, Kaishain seikatsu) est un film japonais muet réalisé par Yasujirō Ozu et sorti en 1929.
Le film et son scénario sont considérés comme perdus.

## Synopsis
Shintarō Tsukamoto, un employé de bureau père de quatre garçon, attend avec impatience la gratification de fin d'année, mais à la place se voit congédié à cause de la crise économique générale. Ne retrouvant pas de travail, il loue ses services à des amis.

## Fiche technique
- Titre original : 会社員生活 (Kaishain seikatsu?)
- Titre français : La Vie d'un employé de bureau
- Réalisation : Yasujirō Ozu
- Scénario : Kōgo Noda et Yasujirō Ozu
- Photographie : Hideo Shigehara
- Société de production : Shōchiku
- Pays d'origine :  Empire du Japon
- Format : noir et blanc — 1,33:1 — 35 mm — muet
- Genre : drame
- Durée : 57 minutes (métrage : cinq bobines - 1 552 m[2])
- Date de sortie :
  - Empire du Japon : 25 octobre 1929[2]

## Distribution
- Tatsuo Saitō : Shintarō Tsukamoto
- Mitsuko Yoshikawa : Fukuko, sa femme
- Shōichi Kofujita (ja) : le fils aîné
- Seiichi Katō (ja) : le deuxième fils
- Tomio Aoki : le troisième fils
- Teruaki Ishiwatari : le quatrième fils
- Takeshi Sakamoto : un ami de la famille